# 男と女 -TWO HEARTS TWO VOICES-
『男と女 -TWO HEARTS TWO VOICES-』（おとことおんな トゥ・ハーツ・トゥ・ヴォイシーズ）は、2008年11月19日にリリースされた稲垣潤一初のデュエット・カバー・アルバム（CD：UICZ-4187）。

## 解説
12人の女性アーティストとのデュエットを集めた初のカバー・アルバム（11曲収録のうち、1曲は白鳥英美子 & 白鳥マイカ、初の親子共演）。3曲目「あなたに逢いたくて」は稲垣に国外の仕事が入り、松浦亜弥と別日に録音。個別ダウンロード販売にて本曲の売上が好調であったことから、後にミュージック・ビデオを制作。『バラードベスト』にも収録。11曲目は自身の曲「ドラマティック・レイン」を、中森明菜とデュエット。先行シングルは2曲目「悲しみがとまらない」を「稲垣潤一 & 小柳ゆき」名義で2008年11月5日にリリース。ミュージック・ビデオが存在する。
オリジナルの歌手とのデュエットが1曲（太田裕美）、オリジナルの歌手が別の楽曲にてデュエットしたものが2曲（中森明菜・辛島美登里）、それぞれ収録されている。同年12月24日には、本作のクリスマス特別企画盤で、オリジナルカラオケCDが付いた2枚組の『男と女 -TWO HEARTS TWO VOICES- Special Edition』がリリースされた（CD2枚組: UICZ-4189/90）。本作・次作の「男と女」シリーズの功績から稲垣とレコード会社が2009年「日本レコード大賞」の企画賞を受賞。

## 収録曲
1. Hello, my friend （Duet with 高橋洋子）
  - 作詞・作曲：松任谷由実
  - 編曲：鳥山雄司
  - オリジナルは松任谷由実。1994年7月27日リリース
2. 悲しみがとまらない （Duet with 小柳ゆき）
  - 作詞：康珍化　作曲：林哲司
  - 編曲：佐藤準
  - オリジナルは杏里。1983年11月5日リリース
3. あなたに逢いたくて〜Missing You〜 （Duet with 松浦亜弥）[1]
  - 作詞：松田聖子　作曲・松田聖子 & Ryo Ogura
  - 編曲・清水信之
  - オリジナルは松田聖子。1996年4月22日リリース
  - 松浦亜弥 by the courtesy of UP-FRONT WORKS Co., Ltd.
4. PIECE OF MY WISH （Duet with 辛島美登里）[2]
  - 作詞：岩里祐穂　作曲：上田知華
  - 編曲：清水信之
  - オリジナルは今井美樹。1991年11月7日リリース
5. セカンド・ラブ (Duet with YU-KI from TRF）
  - 作詞：来生えつこ　作曲：来生たかお
  - 編曲：佐藤準
  - オリジナルは中森明菜。1982年11月10日リリース
  - YU-KI from TRF by the courtesy of AVEX ENTERTAINMENT INC.
6. サイレント・イヴ （Duet with 大貫妙子）
  - 作詞・作曲：辛島美登里
  - 編曲：佐藤準
  - オリジナルは辛島美登里。1990年11月7日リリース
7. あの日にかえりたい （Duet with 露崎春女）
  - 作詞・作曲：荒井由実
  - 編曲：鳥山雄司
  - オリジナルは荒井由実。1975年10月5日リリース
  - 露崎春女 by the courtesy of Sony Music Records Inc.
8. 人生の扉 （Duet with 白鳥英美子 & 白鳥マイカ）
  - 作詞・作曲：竹内まりや
  - 編曲：佐藤準
  - オリジナルは竹内まりや。
  - 2007年5月23日リリースのアルバム、『Denim』収録曲[3]
9. 木綿のハンカチーフ （Duet with 太田裕美）
  - 作詞：松本隆　作曲：筒美京平
  - 編曲：佐藤準
  - オリジナルは太田裕美。1975年12月21日リリース
10. 秋の気配 （Duet with 山本潤子）
  - 作詞・作曲：小田和正
  - 編曲：鳥山雄司
  - オリジナルはオフコース。1977年8月5日リリース
11. ドラマティック・レイン （Duet with 中森明菜）
  - 作詞：秋元康　作曲：筒美京平
  - 編曲：鳥山雄司
  - オリジナルは稲垣潤一。1982年10月21日リリース